# Tuen Mun (distrito)

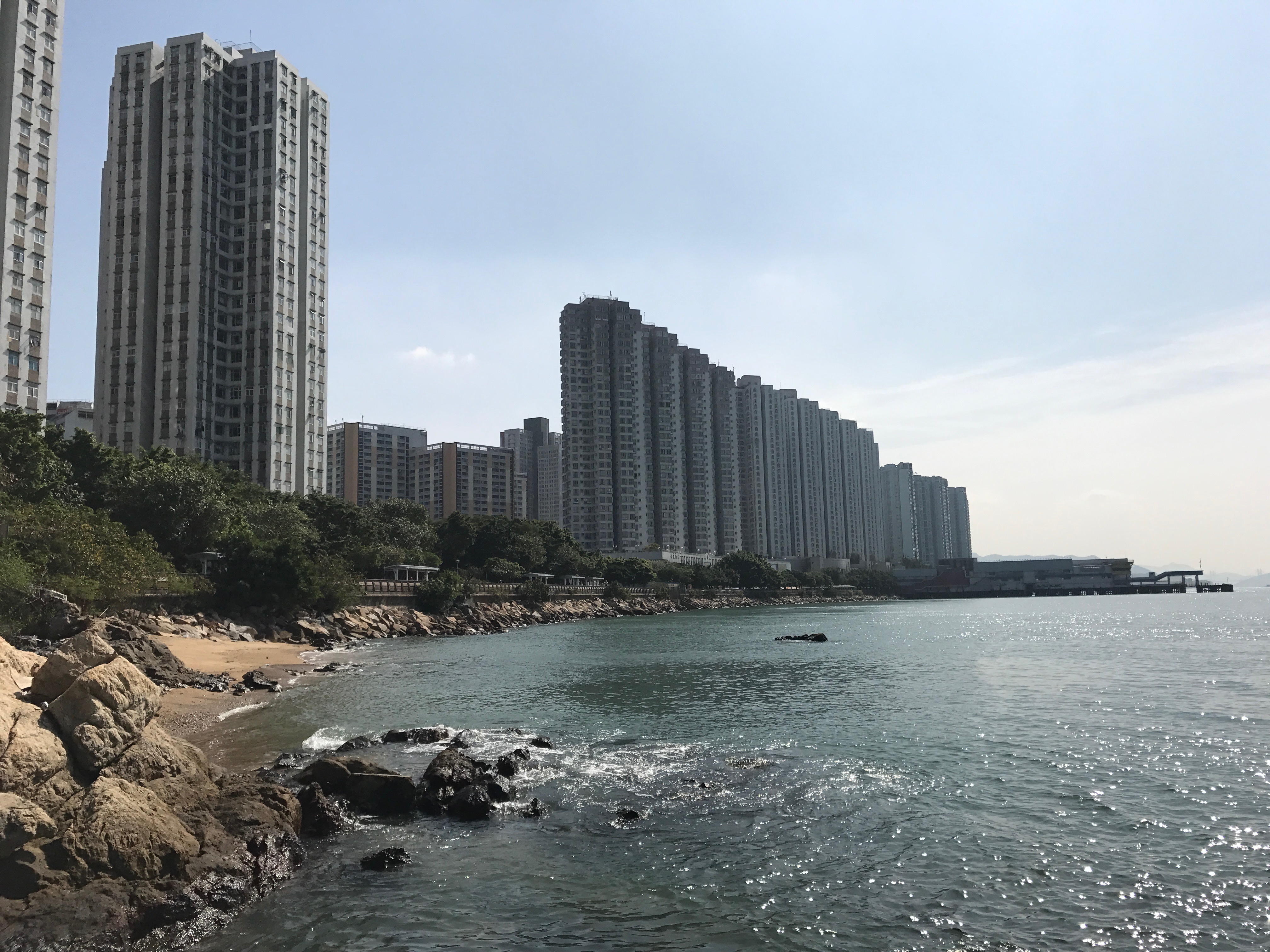
Tuen Mun

O distrito de Tuen Mun (em chinês: 屯门区; pinyin: Túnmén Qū) é um dos 18 distritos administrativos de Hong Kong. Seu nome anteriormente era "Tsing Shan" e isso mudou na década de 1970. É o distrito continental mais ocidental de Hong Kong, localizado a cerca de 32 km da península de Kowloon, 7 km ao sudoeste de Yuen Long e 18 km a oeste de Tsuen Wan. Possuía uma população de 488.831, em 2001. Parte do distrito é constituído pela "Cidade Nova de Tuen Mun", que contém uma das maiores áreas residenciais nos Novos Territórios. 

## História
A nova cidade foi construída sobre o aterro do Castle Peak Bay, a partir dos anos 1970. O distrito foi posteriormente nomeado Tuen Mun após a sua criação no início de 1980.

## Assuntos Públicos
O Conselho Distrital Tuen Mun é um dos 18 conselhos distritais de Hong Kong. O conselho é composto por 37 membros, com 29 dos eleitos a cada quatro anos, um ex-membro oficial e os remanescentes nomeados pelo Chefe do Executivo de Hong Kong no início de um termo. A última eleição foi realizada em 2011.  